# 八ッ橋さい子
八ッ橋 さい子（やつはし さいこ、1993年3月15日 - ）は、日本のAV女優、舞台女優。

## 略歴
2015年9月、アダルトビデオメーカー・HMJMの専属女優としてデビュー。当初はフリーで活動していたが、後にカプセルエージェンシーに所属。
同じ事務所の南瀬奈（ドクター）、初芽里奈（ナース）と八ッ橋（患者）の3名でアイドルユニット「うさ耳病棟〜性心科〜」を結成。2017年6月11日にプレデビュー、7月21日にデビューしたが、8月26日で活動を休止。
2017年11月13日にカプセルエージェンシーを退所。以降はフリーで活動（一時期、Cielo（シエロ）とフリーマネージメント契約をしていた）。
劇団アフリカ座などの舞台作品にも挑戦している。

## 人物
- 東京都出身。桜蔭中学校・高等学校、慶應義塾大学文学部を経て地方公務員となり（大学は2回留年）、デビュー前まで役所に勤務していた[5][6]。高学歴が取り上げられることも多いが[7]、勉強は好きではなく、父親や兄弟が東京大学出身であるなど高学歴が当たり前の家系だったためとしている[8]。
- うしじまいい肉のトークイベントで「AV好きの童貞の人を振り向かせたいのですが、どうすればいいでしょうか」という悩み相談をしたことでAV関係者（窓口になったのはカンパニー松尾[8]）の目にとまり、デビューにつながった[9]。
- リセットの意味合いから、2017年に誕生日を1992年2月10日から1993年3月15日に変えた[10]。
- ごみ屋敷に住んでいることを自認しており、2023年にはテレビ番組で特集された[11]。

## 出演作品

### アダルトDVD
2015年
- イベントで知り合った自撮り娘さい子ちゃん、でびゅー。（9月26日、HMJM）※「さい子ちゃん」名義
- 恥ずかしいカラダ ミスiD2016（11月28日、HMJM）

2016年
- ビキニグラマラス 中出しリゾート（1月30日、HMJM）
- こんな女に騎られてみたい（5月6日、アウダースジャパン）
- 競技歴11年! 有名アーティストバックダンサーも経験! エロ逞しい下半身にGcup巨乳! 現役プロダンサーAVデビュー!（5月13日、E-BODY）※「ミーナ」名義
- 若い夫には出来ないオレたち中高年のシツコイ責めに狂わされたネトラレ妻（5月13日、HERO）
- 愛する妻が知らない男に唾液たっぷり接吻しながら腰振り騎乗位でガッツリ痴女ってる姿を見てたらなぜかセンズリこきたくなっちゃった僕。（6月3日、アウダースジャパン）
- 俺の変態オナニーを見た姉が、ドン引きすると思いきや、想像を超えるほど変態なプレイで俺をヒイヒイ言わせてきた姉は、本当にすごい。（6月3日、NON）
- ママ友さい子調教中 〜ドMな他人妻の極上ボディは俺の性玩具〜（6月7日、マドンナ）
- 彼女の親友を寝取ったあの日…。（6月9日、ヒビノ）
- レ×プされたい素人妻を楽しむ会（6月13日、コスモス映像）※「さちこ」名義
- 八ッ橋さい子の汗だく、種付け、本気SEX（6月13日、HERO）
- 一般男女モニタリングAV 街で声をかけた働き盛りの巨乳人妻OLとデカチンすぎて断られ続けて未だに童貞の男子大学生が密室で人生初の筆おろしミッションに挑戦! 2 旦那よりも大きい若者デカち○ぽを奥まで挿入された欲求不満妻は身体がのけぞるほど連続本気イキ!合計31回!!（6月23日、ディープス）
- 全身性器 〜存在の全てが性的過ぎる〜（6月24日、バルタン）
- この奥さんの詳細わかりますか? 杉並区在住173cm長身美脚モデル級奥さんと目黒区在住現役デパガのGカップ巨乳妻がまさかの発情!なぜ“罵られるほどイキまくる隠れドMが覚醒”することになったのか? その一部始終。（6月25日、ビッグモーカル）※「八橋小枝子」名義
- ナマ姦不倫 17（7月1日、光夜蝶）
- 女湯で人妻が出会ってしまったレズビアン（7月7日、ビビアン）
- 体調を崩した母を介抱しないとイケないハズなのに母の顔が、とてもエロく見えて勃起してしまった僕に気づいた母は、優しい笑顔でやってはイケない介抱の仕方で俺を射精させた件（7月1日、NON）
- なめらかスローイラマチオ 〜ゆっくり、ゆっくり、喉奥までの動きに連動する苦悶の表情〜（7月15日、SEX Agent）
- れろれろぺろぺろ…じゅるっとぅぽーん!咥えないでイカせるのが私流 2 〜まとわりつく長いベロと絡みつく唾液のねっとり感、その恍惚〜（7月15日、SEX Agent）
- ゆっくり過ぎる手コキ 〜超低速でさわさわ、女の白く美しい手指が陰茎を這う〜（7月15日、SEX Agent）
- ヘルメットディルドぶっさしオナニー 〜腰ガックガク!変態過ぎる自分の行為に頭ん中まっ白!〜（7月15日、SEX Agent）
- ラグジュTV×PRESTIGE SELECTION 07（7月22日、プレステージ）※「本条さえこ」名義
- ナンパTV×PRESTIGE PREMIUM 07（7月29日、プレステージ）
- ナマ姦不倫 19（8月5日、光夜蝶）
- 募集ちゃんTV×PRESTIGE SELECTION 01（8月5日、プレステージ）
- 生中出し酒酔い人妻（8月12日、S級素人）
- 自宅不倫寝取られ酒酔い素人巨乳若妻 3 夫の帰宅前に男を家に連れ込んでするバスト90cm超え美人妻の濃厚セックス（8月12日、S級素人）
- 素人女性限定アクメ集!! おま●こパックリ自撮りオナニー完全版 4時間15名収録!!（8月12日、S級素人）
- 淫乱団地妻 他人棒で調教されトロトロに堕ちた妻からの当てつけ淫乱ビデオレター（8月19日、乱丸）※「八ツ橋さい子」名義
- 本番中出しが出来る美熟女在籍 極上おっパブ（8月25日、マドンナ）
- 入院中で欲求不満な美人妻は若い男の看護師を誘惑し、ギンギンチ○コを膣奥まで咥え満足するまでイキまくる（8月26日、DOC）
- 見た目の悪いバッドルッキングガイズがお金目当てのオンナを金持ち装い口説いたらその日に中出しまで出来ちゃうのか!?（9月1日、ナンパJAPAN）　※AV OPEN 2016 バラエティ部門エントリー作品
- 誰にも言えない恥ずかしいオナニーをしている俺を見て、弱みを握ったむっつりスケベな愛娘に肉バイブとして弄ばれ妻より興奮してしまったダメな俺（9月2日、NON）
- 大人っぽいお姉さんの可愛いギャップパンチラ（9月13日、アロマ企画）
- おカネの為でいいじゃない(o≧▽ﾟ)o 友達だけど素股して下さい!! 2（9月23日、DOC）
- 濃厚接吻しながら四つん這いで竿を後ろに倒されアナルから雁先まで舐めしゃぶられる 2（9月25日、アロマ企画）
- コスプレ女子の見せつけ自己陶酔オナニー（9月25日、アロマ企画）
- 緊縛解禁!! 服従の緊縛エステ妻（9月25日、マドンナ）
- マジックミラー号 海水浴場で見つけた夏休み中の友達同士の男女が「素股マッサージ」体験 初めて触れ合うチ○ポとマ○コは火が付いて、そのまま生挿入真正中出し! 2（10月20日、SODクリエイト）
- レズビアン家庭教師 〜禁断の授業〜（10月21日、クリスタル映像）
- 120％リアルガチ軟派伝説 vol.41 in大宮&横浜（10月21日、プレステージ）※「しおり」名義
- 亀頭メンテナンス 3（10月25日、アロマ企画）
- スーパーベスト6時間 八ッ橋さい子（10月29日、HMJM）※総集編
- 母がこれほど欲求不満だったとは…、自慰行為を見られても恥ずかしがる所か息子の僕に欲情し、玩具のように僕の上で腰を振るイケない母（11月4日、NON）
- 今から縛られに行っていいですか?（11月11日、REAL）
- 夢のマドンナ大共演!! 美熟女が行く一泊二日のレズ大乱交バスツアー!!（11月13日、マドンナ）
- ガチナンパ! 素人さんにお願いしまくって生パン見せてもらった後に素股までさせてもらっちゃいました。 PART.32（11月15日、ピーターズ）
- 噂の絶倫巨乳寮母は…何発ヌイても満足できずに何人もハメたがる童貞学生チ○ポ好き（11月23日、ナチュラルハイ）
- お、お義父様やめて下さい…。 息子は恋敵 寝取られ近親相姦 ドSな義父のセクハラ無双に「もし旦那にバレたら…」と考えるだけで濡れるドM妻（11月25日、ビッグモーカル）
- チ●ポで発情★舐めまくりごっくん痴女（12月2日、ワープエンタテインメント）
- まるごと八ッ橋さい子4時間（12月2日、アウダースジャパン）※総集編
- セックス偏差値75 サイコパスさい子 元○○区役所勤務のお嬢様デビュー、サイコパス的刺激欲求者のさいこちゃん（12月7日、桃太郎映像出版）
- 浴衣禁断の妻失格交尾（12月16日、KIプランニング）※「冴木まゆり」名義
- 痴漢師に無理やり挿れられたバイブが取れず痙攣イキしてしまうタイトスカートの女 2（12月22日、ナチュラルハイ）
- 和装の誘惑美人妻（12月25日、h.m.p DORAMA）
- 『ナマ』という言葉に異常反応する隣の敏感妻。 旦那にバレないように寝取る!（12月25日、ビッグモーカル）
- ドMヒップホップダンサー強制中出し妊娠堕ち（12月25日、豊彦）※「岡尻こゆき」名義

2017年
- アモーレ・レズビカ 愛した人はレズビアン（1月1日、FAプロ）
- 出産して急激に感度があがったママチャリ早漏妻 〜倦怠期夫婦の性欲解放ドキュメント〜 総勢20名総集編付き2枚組豪華版（1月6日、ナチュラルハイ）※「ナツキ」名義
- 全裸ジャンピングポーズで大暴走!! 超絶ハイテンション淫乱洗脳アプリ メガシャキーーーン（1月6日、ROCKET）
- 椎名そらさんが呼んできたお友達と乱交（1月7日、ZUKKON/BAKKON）
- 先輩を寝盗った私はレズビアン 〜嫉妬に狂うレズ愛憎劇〜（1月13日、U&K）
- 全裸と奴隷拘束具姿のギャップ 〜変態マゾメス日本人完全カタログ〜（1月19日、ROCKET）※「八っ橋さい子」名義（メニュー画面より）
- 町内会の温泉旅行に参加したら、欲求不満な奥様14人と男は僕1人だけ。（2月1日、マドンナ）
- 夜行バスで声も出せずイカされた隙に生ハメされた女はスローピストンの痺れる快感に理性を失い中出しも拒めない 6（2月2日、ナチュラルハイ）
- プレミアムすけべ椅子 3（2月13日、アロマ企画）
- 一般人カップル×生ハメ中出しサドンデスバトル 自分の彼女がゴール出来たら賞金獲得! 他人の彼女をチ○ポでイかせて妨害しまくれ! カップル対抗タオル一枚だるまさんが転んだゲーム!（2月16日、SODクリエイト）※「すみれ」名義
- 実はただのマジックミラーで裏からは潰れたボインが丸見え! 巨乳OL限定! おっぱいスケスケ媚薬レントゲン検査 2 媚薬ゼリーを塗られヌルヌルの巨乳を押しつけイキまくり!中出しセックス線写真撮影大成功!!（2月16日、ROCKET）※「棚橋」名義
- 腿こきマダム（2月25日、アロマ企画）
- まさかの乳首テロ勃発! 彼女の親友にひたすら乳首責めされちゃった俺（3月2日、アキノリ）
- 最もエロくて強いレズは誰だ!?相手の愛撫から逃げるな!! ガチンコ全裸レズバトル７ 真っ正面からノーガードのイカセ合いレズバトル総当たりリーグ戦 〜熟レズオールスター編〜（3月2日、ROCKET）
- 何度イッテもチ○ポを離さない汁漬け汗だくぶっ壊れオンナ（3月3日、ワープエンタテインメント）
- 久し振りに実家に戻ってきた都会暮らしの叔母たちがセクシーすぎてヤバい! 3 胸の谷間やパンチラ程度でいとも簡単に勃起するボクを子供扱いするのかと思いきや、元気すぎる下半身に興味津々の叔母たち!勃起に気づくと代わる代わるボクのチ○ポを試しハメしてくるんです。 正直抜かれまくって金玉が2個じゃ足りないです!（3月19日、Hunter）
- 汚部屋レズ だらしない女と潔癖女（4月1日、U&K）
- おばさんおっぱいが少年ち○ぽを勃起させてしまったの!ノーブラボイン乳首透け見えで子○たちを発情させてしまった人妻たち!（4月6日、アイエナジー）
- 超絶倫巨乳淑女!突然出来た義母は若くてスタイル抜群の30歳! 2 いつも超無防備無警戒だからパンチラ胸チラ乳首チラしまくりでボクは毎日勃起しまくり!義母はまだまだ女盛りでヤリタイ盛りにも関わらず父親とはご無沙汰みたいで溜まりまくり!! ボクが勃起しているのに気づきわざと誘惑し始める義母はボクが童貞だと知ると我慢できなくなってボクのチ○ポに貪りついてきた!! とにかく義母は腰を振って腰を振って所構わずヤリまくってくるのです!ボクの勃起チ○ポが勃起しなくなるまで何度も何度もヤラれちゃいました!!(※もう何発イカされたか分かりません!!)（4月19日、Hunter）
- マジックミラー号 新社会人男子のおち○ちんの悩みを心優しい現役看護学生が素股解消! 暴発射精して白濁ザーメンまみれになった生チ○ポをそのままこすり続けたらヌルっとマ○コに挿ってそのまま真正中出し!!（4月20日、SODクリエイト）※「ちさと」名義
- 【偏差値70超Gカップ才女の信じられないドM淫乱本性】 野外露出50回以上アクメ絶頂止まらない連続オシッコ噴出7P輪姦ザーメン中出し体液漬け首輪マゾ調教（4月28日、同人AV倶楽部）
- 強制ヒロイン 邪淫戦隊ファイレンジャーR（5月12日、GIGA）
- 子育てが一段落した奥様たちの間で今危険な火遊びが止まらない! 息子の友達だろうとおかまいなし! チ●ポご無沙汰ママたちは勃ちっぱなしの絶倫少●棒を寂しいマ●コから離せない!家族の目を盗んでいつでもズコバコどこでも生でハメっぱなし!! 3（5月12日、SCOOP）※「さいこ」名義
- ゲスの極み温泉 貸切湯7組目（5月26日、フルセイル）
- 無防備パンチラ娘を狙い撃ち!! 即ハメ中出しナンパ 8名210分（6月2日、グリグリ）
- SNSで知り合いオフパコした若妻を露出撮影したところ… 野外露出にずっぱまり♥SEXアニマルと化す! ドМ発情した敏感ボディをクネらせ野外お下劣パフォーマンス!（6月7日、山と空）
- いじめっ子の母親 集団同時固定電マ中出し復讐痴漢 あいつらのいじめに3年間耐え続けたのはこの日のため…受験前にいじめっ子グループの母親たちを呼び出しいじめの証拠を突きつけヤリたい放題の一斉固定電マ復讐全裸参観日（6月7日、アパッチ）
- 非ヌキ系エステで働きはじめたOLにどっきりモニタリング検証!! エステ嬢に2回戦上等のバイ○グラびんびんチ○ポを見せつけたら中出しできるかやってみた!!（6月9日、ゲッツ）※「さきこ」名義
- 秋葉原でお散歩したJKと裏オプでラブホへ。 我流のヌルヌルマットプレイ密着サービスが気持ち良すぎて辛抱たまらず中出ししまくり!! 2（6月9日、ゲッツ!!）
- ドキュメンTV×PRESTIGE PREMIUM 家まで送ってイイですか? 07（6月16日、プレステージ）※「ゆうり」名義
- 男の熱視線を感じながらパンチラしてるOL。 手鏡で逆さ撮り盗撮したところエッチな染みができていたので…（6月23日、ゲッツ!!）
- 私が離婚を決意した妻の大乱交ビデオ。 妻が私の知らない男たちと私が見た事がないアヘ顔で感じまくっている屈辱の寝取り画像を発見してしまった!!私の出張中に妻がパート先で飲み会をして私が帰らない事を良いことにハメを外して若い男の子たちと大乱交してるビデオ!（7月7日、お夜食カンパニー）
- 全て新作撮り下ろし! パンツ内大量射精痴漢 2 色んな所で色んな女の子にパンツ内大量射精してきました! 被害拡大! 1人増量!! 被害者10人SP!（7月19日、アパッチ）
- 昼下がり町内会!若妻たちのちょっと危険でかなりHな王様ゲーム!! 12 母の代理で参加した町内会の集まりでまさかの展開!若い時に王様ゲームをした事が無いという話で盛り上がった奥様方が急に「王様ゲームやりたい!」と言い出したんです。 男はボクひとりしかいないもんだから、当然いい思いが沢山出来ちゃいました!!（8月7日、Hunter）
- 高学歴の保険セールスおばさんはデカチンと痛い行為が大好きなド猥褻なド変態奥様だった。（8月19日、ドグマ）
- 素人男女観察! モニタリングAV 男女の友情徹底検証!! 酔っ払って終電を逃した仲良し男女限定!(恋人同士では無い) 個室に2人きりで朝まで何もなければ賞金10万円!!を差し上げます! しかし、女性の飲み物にはこっそり『媚薬』が混入されていて…欲情を隠しきれずチ○ポを求めてくる女性社員に男性社員は我慢できずSEXしてしまうのか…!?（8月19日、お夜食カンパニー）
- 真剣に結婚を考えている彼女からのラブラブビデオレター 撮影後のうっかり録画映像がボクを地獄に叩き落とした! 遠距離恋愛しているボクの唯一の楽しみは彼女からのビデオレター。いつものように再生すると、見ているこちらが恥ずかしくなる様な愛の言葉を次々と言ってくれる彼女。甘い時間も終わり、名残惜しそうに映像は終わったかと思いきや、彼女1人で撮影していたはずなのにカメラの裏から知らない男が出てきて、いつもやっているかの様にそのままセックスし始めた!カメラは止まっていると思っている彼女。男はカメラを気にして撮影しているのを気づいていながら、そのことに気づかない彼女とセックスしこちらに見せつけている!さらには「絶対誰にも見せないでよ」とハメ撮りで悦びボクには見せない表情の彼女を見てしまった!（9月7日、お夜食カンパニー）
- 夫婦二人っきりの家にやってきたデカ乳営業レディがコッソリ夫を挑発! 豊満過ぎるオッパイに我慢できず妻に隠れて浮気SEX! 契約欲しさに仕掛けた枕営業のつもりが気持ち良過ぎて何度も悶絶イキ! 2（9月8日、V&R PRODUCE）
- おじさんとの変態性交にハマってしまうM妻4時間（9月13日、HERO）
- 夫の目の前で完全レイプされ欲情してしまった人妻（9月14日、センタービレッジ）
- 巨乳女子社員だらけの下着メーカー独身寮に男はボク1人! 上京して都会の下着メーカーに運良く就職して独身寮に入ったら女性しかいない!職場でも寮でも女性の下着姿だらけでもう24時間勃起しまくり!なんとか隠し通せていたと思ったらバレバレで、仕事のストレス発散代わりに誘惑されまくり!しかも、しかも、寮でのアフター5もエッチを求められまくりでハメられまくり!職場でも寮でもエッチする毎日!（10月7日、Hunter）
- 「私、おばさんだけど触ったらその気になってくれるかな?」 3 30歳越えたけどまだまだ性欲は収まらない私(無駄に巨乳)は旦那と5年以上もご無沙汰。だから若い男の子を見たら場所などを気にせずとにかくHな事ばかり考えてしまいます。とにかくヤリたいんです。誘惑の仕方も不器用だからがんばって気持ちよくさせようと触ったら男の子がその気になってくれて…勃たなくなるまで何度でも求めちゃいました。淫乱なおばさんでごめんなさい…。（10月7日、Hunter）
- AJOI 究極の完全主観オナニーサポート! エロポーズでま○こと尻穴を惜しみ無く広げ見せつけ挑発してくるDVD 2（10月13日、アロマ企画）
- 直下型パンチラ挑発（10月13日、アロマ企画）
- 一般男女モニタリングAV 高級ホテルで働く美人ホテルウーマンが宿泊客の中年男性と勤務中に1発10万円の連続射精セックスに挑戦! 接客のスペシャリストはマニュアルにはない突然の生ハメリクエストにも恥じらい笑顔でお客様が満足するまで何度も中出し!! 4組合計16発（10月19日、ディープス）
- 誘惑的 パンチラコレクション 3（10月25日、アロマ企画）
- お尻の穴も隠しきれない 極細赤Tバックパンティー（10月25日、アロマ企画）
- 近隣トラブル! 夫婦で謝罪に行った先で何も出来ないヘタレ夫の目の前で犯され感じてしまう美人妻たち!!（11月10日、MAGIC）
- 一度もマ○コを見たことがない 童貞息子に母がオナニー見せて性教育! パイズリまでのはずが勃起が止まらず近親相姦生挿入! 母性溢れるオッパイ鷲掴みにしながら父にはナイショで何度も中出し! 2（11月10日、V&R PRODUCE）
- AV女優 裸コレクション 第六弾（11月10日、V&R PRODUCE）
- 隙間の誘惑 スリットスカートのパンチラ（11月13日、アロマ企画）
- 実はヤリマン!?女だらけの保育士さんたちのシェアハウスで男はボク1人!? 保育士をしている姉に呼ばれて行った先がシェアハウス。しかも、住んでいるのは全員女性保育士さん!姉に頼まれてTVの配線を手伝いにいっただけなのに、普段出会いがない保育士さんたちは男であるボクに興味津々で迫ってくる!姉の目を盗んであの手この手で誘惑してくる保育士さんにボクは当然フル勃起!もちろん我慢することなんかできず、シェアハウスの住人全員とヤリまくりました!（11月19日、Hunter）
- まんぐりパンティ ぶっかけ本屋痴漢（12月7日、アパッチ）
- 泥酔OLさんが男湯乱入!? 男湯がOLさんの裸丸見え混浴状態でフル勃起! お酒を片手に酔っ払ったOLさんが間違って男湯にいきなり入ってきた!!しかも超美人ばかり!カラダを隠そうともしないから全部丸見え!もしかして混浴と勘違い!?逆に申し訳なくなって出ていこうとしたボクだけど、当然フル勃起中で出るに出れない!!そんなボクの股間に気付いたOLさんが…!（12月7日、ゴールデンタイム）
- 一般男女モニタリングAV 心優しい女先輩と社会人になっても未だ童貞の後輩社員が全21体位の中出しコンプリートミッションに挑戦! 憧れの女先輩との筆おろしに後輩は大興奮でフル勃起! 子宮まで届く初めての体位で部下チ○ポに激突きされ女上司は本気イキ! 職場の同僚同士が勤務中に連続射精セックス! 4組合計中出し19発!（12月19日、ディープス）

2018年
- 温泉旅館 母娘追いかけ回し媚薬中出し痴漢（1月7日、アパッチ）
- 生巨乳がボクの目の前3センチ! 巨乳過ぎる新人OLと川の字で寝ていたら神展開3P!! 旅館の手違いで出張先の温泉旅館で巨乳過ぎる新人女子社員2人と川の字で寝る事に!!常日頃から胸が大きいと目をつけていた新入女子社員と川の字で寝ていたら寝相が悪い2人の浴衣がはだけて生巨乳がボクの顔の目の前3センチ!!ちょっと舌を伸ばせば乳首はすぐそこ!!ボクは我慢できるのか???いや当然無理です!舐めちゃいました!そしたら感じはじめたんです。そしたらSEX出来ちゃったんです!（1月7日、お夜食カンパニー）
- 子持ちママは超淫乱!? 育児でやりたい盛りを我慢した幼妻の絶頂感度fun!（1月10日、ホットエンターテイメント）※「いおり」名義
- ポロリ連発!パンチラ全開! 素人巨乳若妻限定!目指せ!賞金100万円! 手ブラ障害物競走（2月19日、ATOM）
- 麗しのキャンペーンガールAGAIN 13（2月24日、HMJM）
- 時には娼婦のように（3月9日、新世紀文藝社）
- こっそり角オナニー 2（3月13日、アロマ企画）
- 超巨乳過ぎる義母にフル勃起!!何度も何度も中出し! 父の再婚でボクに若い義理のお母さんが出来た!早く仲良くなりたい義母の提案で家族で温泉旅行に行くことに!『背中を流して欲しい』と言われ義母と一緒に混浴温泉に入ったら想像以上の超巨乳で興奮してしまい、知らないうちに義母の背中にフル勃起チ●ポが突き刺さっていて…（3月19日、ゴールデンタイム）
- 元ヤリマンの人妻が開いた飲み会に、清楚で真面目な旦那一筋の友達を強引に勧誘!旦那以外のチ○ポを知らない真面目な人妻もこの元ヤリマン奥さん主催の飲み会に参加したらチ○ポを欲しがり淫乱女に豹変してしまった!（4月19日、お夜食カンパニー）
- 八ツ橋さい子 in 働くオンナと競泳水着 特別篇（4月20日、A-Style）※「八ツ橋さい子」名義
- 八ツ橋さい子 in #MeToo レースクイーン枕営業の実態 特別篇 vol.01（4月20日、A-Style）※「八ツ橋さい子」名義
- 八ツ橋さい子のセレブMIXプロレス（4月20日、バトル）※「八ツ橋さい子」名義
- 八ツ橋さい子スペシャルDVD（4月23日、ABV）※「八ツ橋さい子」名義
- 働くサラリーマン応援企画! ソープランドワゴンがイクッ!! 2（5月10日、アイエナジー）※「八ツ橋さい子」名義
- デリヘルで呼んだ娘が、敏感すぎて潮吹いて僕の部屋をビショビショにするので怒ったらヤラせてくれたけど、感じまくりまさかの連続イキ!更にハメ潮吹きまくって困った! 3（5月24日、アイエナジー）
- 初美りんレズ解禁!! グラマラス・レズビアン（6月7日、ビビアン）
- 潮吹きが止まらない〜! 素人カップル限定! 手マンされながら彼氏と生電話でクイズに挑戦して高額賞金ゲットしてみませんか?（6月19日、ATOM）
- 「僕をバカにしたあの女をもう一度逢ってヤリたい」 30近くになっても友達も彼女もいないぼっちで寂しい毎日なのに非リアだと思われたくなくてSNSで必死にリア充アピールしてるボクが小・中・高・専門学校時代の同級生の女子に片っ端から友達申請した結果… VOL.3（7月13日、UMANAMI）
- 舐められてガチガチに勃起する過敏乳首（7月19日、ゑびすさん）
- イケメンは人妻をお持ち帰りしてガチ口説き! 快感にメロメロ!? クリキャップ装着されてセックスするまでを盗撮した動画集 すんげー効果なクリキャップwえっ?!いいの?奥さん! 中出し了承www（7月19日、熟女はつらいよ）
- 絶倫少年 巨乳義姉連続中出し痴漢 2 〜父親の再婚で突然できた巨乳で美人な義理の姉を何度も何度も連続中出しで犯しまくる〜（7月19日、アパッチ）
- チ○コもマ○コもシェア?都会のシェアハウスはヤリまくり! 男女混合シェアハウスで宅飲みしてたら、｢ハウス内でのセックス禁止｣という厳しいルールがあるにも関わらず、住人の誰かがルールを破ったらしいという噂話が持ち上がりみんなで許せない!とか言いながらも、それなら「ボクたちも」と酔ってイチャイチャしだす男女。バレなきゃ大丈夫とそのままの勢いで部屋や風呂やトイレなど色んな場所でおっぱじめ、それでもヤリ足りなくなると、お互いのパートナーを入れ替え、チ○コもマ○コもシェアして最後は男女入り乱れての乱交状態!!（7月19日、お夜食カンパニー）
- 勝手に相席居酒屋ナンパ 連れ出し素人妻 ガチ中出し盗撮無断発売 9（7月26日、ビッグモーカル）
- 女体臭嗅ぎ舐め 匂いフェチレズ（8月19日、ゑびすさん/妄想族）
- 超絶敏感な淫語バーチャル乳首オナニー（8月19日、ゑびすさん/妄想族）
- やっぱり露出が好き。八ッ橋さい子 4時間（8月19日、山と空）
- ロングブーツ蒸れ蒸れパンスト匂い嗅ぎ脚舐めレズ（9月19日、ゑびすさん/妄想族）
- 人妻連続孕ませ 猥褻妻の子宮に連続ぶっかけ（10月19日、ドグマ）
- ミニスカ回春エステシャン 密着型見せつけ挑発＆エッチなハプニング（10月26日、ケイ・エム・プロデュース）
- ダブルバーチャルレズベロキス（12月19日、ゑびすさん/妄想族）

2019年
- あなた…ごめんね 私、今日寝取られます…（1月11日、h.m.p）
- バーチャルべろチュウ 4（2月1日、ゑびすさん/妄想族）
- 超絶口臭嗅がせ鼻舐めレズ（2月1日、ゑびすさん/妄想族）
- 常識はずれの唾液濃厚べろチュウ（2月19日、ゑびすさん/妄想族）
- 匂い嗅ぎマン汁パンティー舐め（12月19日、ゑびすさん/妄想族）

### VR
- 異常にスケベな彼女のフェラでチ○ポとけそう…（2016年11月14日、CASANOVA）
- 彼女がやたらとエロくてチ○ポが休めない…（2016年11月25日、CASANOVA）
- エロ過ぎ彼女とイチャラブな日々（2016年12月30日、CASANOVA）
- オフィスのデスク下は修羅場かハーレムか?（2017年12月27日、アロマ企画）

### イメージDVD
- Saiko 最高のエロスを貴男に…・八ッ橋さい子（2016年7月21日、REbecca）
- ボクだけの湯けむり温泉コンパニオン（2016年10月29日、オルスタックソフト販売）
- 芳醇 Glamorous（2016年11月28日、Eternal Emotion）
- 綺麗なハダカ（2017年1月13日、Natural&Beauty）
- ヴィーナス・テルメ 〜さい子ちゃんと最高の温泉旅行〜（2017年5月27日、オルスタックソフト販売）
- 湯けむり女ふたり旅（2018年2月27日、オルスタックソフト販売）

## 出演

### テレビ
- ダラケ! シーズン8 #3「ダラケ!カップ2016ストリートファイターV最強王者決定戦」（2016年7月28日、BSスカパー!） - ラウンドガール
- ビ〜チ9（2016年8月、テレビ埼玉） - マンスリーゲスト
- 家、ついて行ってイイですか？～深夜にこっそり！ディープな人生SP（2018年1月8日、テレビ東京）
- WILD ONE ＋ VIBE BAR presents　デンマは恥丘を救う2018～淫乱美女軍団が生でイキまくり！（2018年9月13日、パラダイスTV）[12]
- じっくり聞いタロウ〜スター近況（秘）報告〜 (2018年10月5日、テレビ東京)
- 美女のおならに耳をすます会（2019年5月30日、パラダイステレビ）[13]
- アカイリンゴ(2023年1月-、朝日放送)

### ウェブテレビ
- 給与明細（2021年2月15日、ABEMA）[8][14]

### 映画
- 変態おやじ ラブ・ミー！イッてんだぁ～（2018年7月13日、オーピー映画） - 八代真奈美 役[15]
- アブノーマルファミリー 新妻なぶり（2018年11月16日、オーピー映画）- サチコ 役[16]
- 同棲性活　恥部とあなたと…（2020年11月6日、オーピー映画）
- バーミリオン（2022年12月4日、オーピー映画） - レディース・バーの女 役[17]
- オレ達のこじらせメロディー（2024年8月14日、オーピー映画）[18]

### オリジナルビデオ
- 女家庭教師　毒親の玩具（2018年）
- 本当はエログロいイソップ寓話 シザーチンP（2019年3月）女狐銀子役
- エクスタシー・キャットメイドRINKO　誘惑雌猫のHな恩返し（2021年5月7日、竹書房　吉行由実監督） - 優香役[19]

### 書籍
- 副業AV女優（2019年3月27日、彩図社、寺井広樹著、豆あき著）ISBN 978-4-8013-0368-3  - インタビュー集

### 舞台
- SOD女子社員×三栄町LIVE『女子社員演劇倶楽部～来るなサンSyain〜』（2019年8月20日 - 25日、三栄町LIVE STAGE） - SOD女子社員 役[20]